# Byasa impediens
Byasa impediens es una especie de mariposas de la familia de los papiliónidos.